# Campionato Primavera 1976-1977
Il Campionato Primavera 1976-1977 è la 15ª edizione del Campionato Primavera. Il detentore del trofeo è la Lazio.
La squadra vincitrice del torneo è stato il Torino che guidato da Ercole Rabitti si è aggiudicato il titolo di campione nazionale per la quarta volta nella sua storia. Il Torino ha raggiunto la finale, vincendo il proprio girone di qualificazione ed eliminando Spal, Juventus ed Inter. In finale i granata hanno battuto in casa il Cesena 4-1 e pareggiato 3-3 a Cesena nella partita di ritorno.